# Policia predictiva
Policia predictiva o anàlisi policial predictiva es refereix a l'ús de tècniques matemàtico-predictives i analítiques en l'aplicació de la llei per a identificar la potencial activitat criminal. Els mètodes de policia predictiva s'encasellen en quatre categories generals: mètodes per a pronosticar delictes, mètodes per a pronosticar infractors, mètodes per a pronosticar les identitats dels delinqüents i mètodes per a pronosticar víctimes de delictes.
Això no obstant, des d'una perspectiva ciutadana s'ha criticat que l'ús de la intel·ligència artificial en la gestió de la seguretat reforça els biaixos racistes i classistes que operen als cossos de policia.

## Metodologia
La policia predictiva fa servir dades sobre el temps, les ubicacions i la naturalesa dels delictes passats, per a proporcionar una visió clara als agents de policia que es preocupen d'on i quan han de patrullar, per a fer un ús millor dels recursos o per a tenir una probabilitat més alta d'impedir els delictes.
La tecnologia ha estat descrita en els mitjans de comunicació com una innovació capaç de «aturar el delicte abans que es cometi». Així i tot, un informe de l'empresa RAND descriu la seva funció en termes més modestos:
| «                 | Els mètodes de policia predictiva no són una bola de vidre: poden no predir el futur. Només poden identificar persones i la localització en risc potencial de delicte. Els enfocaments més eficaços de la policia predictiva són elements de grans estratègies proactives que construeixen relacions fortes entre departaments policials i les seves comunitats per a solucionar problemes de delinqüència. | » |
| — Walter L. Perry | |   |

## Història
L'Estat francès va implantar el 1994 el primer programa d'anàlisi predictiu d'Europa, denominat Anacrim. El 2008 el cap policial William Bratton del Departament de Policia de Los Angeles (LAPD) va començar a treballar amb els directors suplents de l'Agència d'Assistència de Justícia (BJA) i l'Institut Nacional de Justícia (NJI) per a explorar el concepte de policia predictiva en la prevenció del delicte. El LAPD ha considerat que la policia predictiva és el doble de precisa que les pràctiques tradicionals per a combatre el delicte. A Santa Cruz, la implementació de la policia predictiva en un període de 6 mesos va resultar en una caiguda del 19 % en el nombre de robatoris. El 2010, els investigadors van proposar que era possible pronosticar certs delictes de la mateixa manera que els científics prediuen les rèpliques d'un terratrèmol.
El novembre de 2011, la revista Time va nomenar la policia predictiva com una de les 50 millors invencions de 2011. El programa de policia predictiva és utilitzada pels departaments policials en diversos estats com Califòrnia, Washington, Carolina del Sud, Arizona, Tennessee i Illinois. Els programes de policia predictiva també han estat implementats al Regne Unit, per exemple en la policia del Comtat de Kent i als Països Baixos. També a la Xina, l'agència policial de Suzhou va adoptar la policia predictiva el 2013.
A l'Estat espanyol s'han desenvolupat i assajat els sistemes Eurocop Pred-Crime, Predictive Police Patroling i SAEX.

## Crítiques
Una coalició de grups de drets civils, incloses la Unió Americana per les Llibertats Civils i l'Electronic Frontier Foundation, va emetre una declaració on es criticava la tendència de la policia predictiva a reforçar els estereotips racials. Algunes investigacions recents també han criticat les conseqüències d'entrenar aquests sistemes amb conjunts de dades esbiaixades, i s'ha demostrat que la importància estadística de les prediccions en la pràctica és gairebé insignificant. En una comparació dels mètodes de policia predictiva i els seus errors, Logan Koepke va arribar a la conclusió que encara no són el futur de l'actuació policial, sinó només «l'statu quo policial amb un nom nou».